# Comuna de Miastko
Miastko (polaco: Gmina Miastko) é uma gminy (comuna) na Polónia, na voivodia de Pomerânia e no condado de Bytowski.
De acordo com os censos de 2004, a comuna tem 19 912 habitantes, com uma densidade 42,7 hab/km².

## Área
Estende-se por uma área de 466,82 km², incluindo:
- área agrícola: 38%
- área florestal: 50%

## Demografia
Dados de 30 de Junho 2004:
|                      | Total   | Total | Mulheres | Mulheres | Homens  | Homens |
| -------------------- | ------- | ----- | -------- | -------- | ------- | ------ |
|                      | pessoas | %     | pessoas  | %        | pessoas | %      |
| População            | 19 912  | 100   | 10 136   | 50,9     | 9776    | 49,1   |
| Densidade (pop./km²) | 42,7    | 100   | 21,7     | 21,7     | 20,9    | 20,9   |

De acordo com dados de 2002, o rendimento médio per capita ascendia a 1479,82 zł.

## Comunas vizinhas
- Biały Bór, Kępice, Koczała, Kołczygłowy, Lipnica, Polanów, Trzebielino, Tuchomie